# 海倫氏侏儒海馬
海倫氏侏儒海馬（学名：Idiotropiscis larsonae），为輻鰭魚綱棘背魚目海龍魚科的其中一種，分布於東印度洋西澳大利亞的Alpha島及Monte Bello群島海域，棲息深度3-9公尺，體長不超過5公分，棲息在珊瑚礁，卵胎生。